# Redeker Sellner Dahs
Redeker Sellner Dahs (ehem. Redeker Sellner Dahs & Widmaier, ehem. Redeker Schön Dahs & Sellner, ehem. Redeker & Dahs) ist eine Anwaltssozietät mit Sitz in Bonn und weiteren Standorten in Berlin, Brüssel, Leipzig, London und München, für die circa 150 Anwälte tätig sind, davon 45 Partner.

## Geschichte
Die Sozietät geht auf die durch Hans Dahs sen. 1929 in Bonn gegründete Kanzlei zurück. 1954 schlossen sich Hans Dahs sen., der als Strafverteidiger bundesweites Renommee erlangt hatte, und Konrad Redeker zu einer Sozietät zusammen. Daraus ergab sich als weiterer Schwerpunkt Verfassungs- und Verwaltungsrecht. Mit Kurt Schön trat 1958 der dritte Sozius hinzu. Er baute den zivil- und gesellschaftsrechtlichen Bereich aus. 1964 erweiterten der Strafrechtler Hans Dahs jun., Sohn des Gründers, und 1968 der Verwaltungsrechtler  Dieter Sellner die Sozietät. Von 1989 bis 2000 bestand auch ein Büro in Hamburg, von 2001 bis 2010 eines in Karlsruhe. Vorübergehend bestand auch ein Büro in Köln, das jedoch mit dem Wegfall verfahrenstechnischer Erfordernisse 2002 aufgelöst wurde.
Die Sozietät gründete weitere Standorte in Leipzig (1990), in London (1991), in Berlin (1997), in Brüssel (2003) und 2013 in München.

## Mandate
Die Kanzlei vertrat u. a.:
- Bundespräsident Johannes Rau während der Düsseldorfer Flugaffäre[1][2]
- Bundespräsident Christian Wulff (als Privatperson) zur Affäre um seinen Privatkredit[3]
- den Bundesrat 2001 zum Verbotsantrag gegen die NPD[4]
- Bundeskanzler Helmut Kohl im Rahmen der Flick-Affäre[1][2]
- Manfred Stolpe gegen die Gauck-Behörde[1][5]
- Günter Kießling in der sogenannten Kießling-Affäre[6]
- Max Strauß gegen den Vorwurf der Steuerhinterziehung[2]
- Oberst Georg Klein in der Affäre um den Luftangriff bei Kundus[7]
- Private Wettvermittler im Verfahren um das Deutsche Glücksspielmonopol[8]
- den Freistaat Sachsen im Dresdner Brückenstreit um die Waldschlößchenbrücke[9]
- das Helmholtz Zentrum München, den damaligen Betreiber des Versuchsendlagers Asse II.[10]
- Bundesbildungsministerin Annette Schavan im Streitfall um die Aberkennung ihres Doktorgrades[11]
- das Zweite Deutsche Fernsehen in der Böhmermann-Affäre[12]
- die Rundfunkveranstalter der ARD und des Norddeutschen Rundfunks gegen mehrere Verlage in der Frage, ob die Tagesschau-App gegen geltendes Recht verstößt[13]
- das Bundesministerium des Innern, für Bau und Heimat beim Verfahren gegen den Bundesbeauftragten für Datenschutz und Informationsfreiheit wegen der Erhebung von personenbezogenen Daten bei Anfragen nach dem Informationsfreiheitsgesetz[14]

Weitere relevante Verfahren mit Beteiligung der Kanzlei sind u. a.:
- das Adenauer-Schmeißer-Verfahren[1]
- der Honecker-Prozess[1]
- der Vulkan-Prozess in Bremen[2]
- die Holzmann-Affäre in Frankfurt[2]
- der Immobilienskandal der Hypo-Vereinsbank in München[2]
- die baurechtliche Begleitung von the Squaire[15]

Darüber hinaus beauftragen auch Bundesbehörden die Sozietät, insbesondere das Bundesinnenministerium, etwa in der Frage, wie hoch Gebühren bei Auskünften nach dem Informationsfreiheitsgesetz ausfallen dürfen.

## Förderung
Die Sozietät gründete 2003 die „Konrad-Redeker-Stiftung“ zur Förderung von Wissenschaft und Forschung, die insb. Doktoranden und Habilitanden im rechtswissenschaftlichen Bereich z. B. durch Stipendien und Druckkostenzuschüsse fördert.